# هنریک ماتسولویچ
هنریک ماتسولویچ (لهستانی: Henryk Maculewicz؛ زادهٔ ۲۴ آوریل ۱۹۵۰) بازیکن فوتبال اهل لهستان بود.
از باشگاه‌هایی که در آن بازی کرده‌است می‌توان به باشگاه فوتبال پاریس، باشگاه فوتبال لانس، و باشگاه فوتبال ویسوا کراکوف اشاره کرد.
وی همچنین در تیم ملی فوتبال لهستان بازی کرده‌است.